# Povijest umjetnosti
Povijest umjetnosti je humanistička znanstvena disciplina koja se bavi povijesnim razvojem likovnih umjetnosti (arhitektura, slikarstvo, kiparstvo, grafika i primijenjene umjetnosti), odnosima među pojedinim umjetničkim djelima, životom i stvaralaštvom pojedinih umjetnika, opisivanjem, analizom i valorizacijom sadržaja i oblika umjetničkih djela (formalna analiza, ikonografija), te proučavanjem odnosa među različitim kulturama uzimajući u obzir političke, društvene, vjerske i nacionalne čimbenike. Povijest umjetnosti kao znanstvena disciplina ne smije se miješati sa sveukupnim umjetničkim stvaralaštvom nastalim u prošlosti, kao npr. "povijest svjetske umjetnosti" ili "povijest hrvatske umjetnosti".

## Nastanak i razvoj
Zanimanje za spomenike javilo se antici (Vitruvije), potom je obnovljeno u renesansi (Leon Battista Alberti, Lorenzo Ghiberti i dr.). Velik doprinos dali su pisci životopisa umjetnika kao Giorgio Vasari ("Životi", 1550.), J. von Sandrart (1675. – 79.) i dr.
Johann Joachim Wincklemann svojim djelom "Povijest umjetnosti staroga vijeka" iz 1764. god. udario je temelje modernoj povijesti umjetnosti. Ocem moderne povijesti umjetnosti mnogi smatraju Heinricha Wölfflina (1864. – 1945.), koji je studirao kod Burckhardta in Baselu. On uvodi znanstveni pristup baziran na tri koncepta u povijest umjetnosti: najprije koristi psihologiju, potom uvodi komparativnu metodu, i na kraju proučava umjetnost sa stajališta naroda i nacija.Tijekom stoljeća su se mijenjali stilovi vizualnih umjetnosti. Te razlike odražavaju promjene u vjerovanjima i tradicijama kojih su se ljudi prigržavali u sporedno s razvojem njihova života. Mijenjali su se i materijali, a to je umjetnicima omogućavalo traganje za novim načinima izražavanja svijeta kojim su okruženi.

## Zapadnoeuropska umjetnost
Zapadna umjetnost je izraz za umjetničku produkciju zapadne Europe i Sjeverne Amerike koja ima korijene u umjetnosti Antičke Grčke i Rima, te se karakterno razlikuje od istočne umjetnosti Bizantskih i Islamskih korijena, kao i od Indijske, Kineske, Japanske, Afričke umjetnosti i umjetnosti Amerike prije Kolumba.

## Umjetnost u Aziji
Tradicionalno je u azijskoj umjetnosti simbolično značenje, koje se krije iza teme slike, skulpture ili rezbarije, važnije od iluzije stvarnosti. U Kini, naprimjer, slike krajolika su stilizirane radi izražavanja ideala religijske misli: prirodni sklad, mir i krjepost. U Kini i Japanu kaligrafija se smatrala visokim umjetničkim oblikom. Natpisi su obično kratke, poetske situacije.
- Kineska umjetnost je prije svega carska umjetnost. Slikanje se razvilo iz kaligrafije; većinom su slikari krajolika slikali kistom i tintom na papiru ili na svili. Nisu slikali prizore iz života. Vrlo su bili važni tijek i snaga poteza kista.

- Japanska umjetnost je nastala kao direktna kopija Kineske kulture ili kao otpor Kineskoj kulturi. Najpoznatija je po drvenoj arhitekturi i grafikama. Katsushika Hokusai (1760. – 1849.) možda je najpoznatiji japanski grafičar. Njegovi drvorezi prikazuju krajolike, ali i prizore iz svakodnevnog života (zvane ukiyo-e). Njihove boje i kompozicija vrlo su izražajne.

- Indijska umjetnost je preko Perzije ostvarila vezu Bliskog Istoka i Kine, ali je ostala dugo godina samosvojna i originalna inspirirana hinduizmom i budizmom. Tijekom trajanja Mughalskog Carstva (16. – 17.st.) u Indiji je cvalo figurativno slikarstvo minijatura; karakteriziralo ga je bogastvo boja i izuzetna istančanost. Indijska umjetnost se s hinduističkom religijom proširila i u jugoistočnoj Aziji (Indokina), prije svega na Javi (Borobudur). Jedinstveno obilježje budističke arhitekture su kamene visoke pagode koje su najbrojnije u Mijanmaru (Burmi). Ali najmonumentalniji hinduističko-budistički hram je ujedno i najveća bogomolja ikad sagrađena – Angkor Wat.

## Umjetnost u Africi
Afrička umjetnost ima dugu tradiciju, iako nepostojanje dokumenta otežava određivanje njezina povijesnog slijeda. Glavni umjetnički oblici su skulpture i maske. Većina umjetnina, po svemu sudeći, ima religijsku ili obrednu namjenu. Najrazijenije tehnike bile su drvene rezbarije i brončani dijelovi.
- Kiparstvo

Bogata kiparska tradicija u zapadnoj Africi započinje glinenim figurama koje su izrađivali pripadnici naroda Nok oko 500. pr. Kr. Oko 13. stoljeća nove ere Ife u Nigeriji počeli su izrađivati izvanredne brončane odljeve glava i figura, izuzetno realističkim stilom. To je vjerojatno utjecalo na skulpture izrađivane u Beninu, Nigerija, od 16. do 19. stoljeća.
- Maske

Afričke maske mogu predstavljati neki duh ili pretka ili mogu biti posve dekorativne naravi. Njihovo značenje dolazi od maskerade (ples, drama ili glazba) čiji su sastavni dio. Važni materijali su drvo, biserje, slonovača i školjke.

## Američka domorodačka umjetnost
Sofisticirane domorodačke američke društvene zajednice, kao što su Azteci i Maya u Meksiku te Inka u Peruu, stvorile su osebujne umjetničke i arhitektonske stilove. Gotovo 3000 godina nomadski narodi u Sjevernoj i Južnoj Americi označavali su na tlu skulpture inspirirane strahom ili stvarali zemljane nasipe čiji oblici se mogu vidjeti samo visoko iz zraka.
Složena oblika i vrlo vješto izrezbareni, totemski štapovi prikazuju status mnogih poglavica sjevernoameričkih Indijanaca.
Na jugozapadu su sjevernoamerički Indijanci na glatku podlogu lagano sipali obojeni pijesak ili mljeveno kamenje te tako stvarali kratkotrajne simbolične slike obredne važnosti.

## Pacifička umjetnost
Doticaj s europskim kršćanskim kulturama od 18. stoljeća naovamo imao je pogubno djelovanje na stari lokalni način života pacifičkih otoka. Najveći dio umjetnina
je izgubljen, iako je sačuvano nekoliko izuzetnih skulptura zahvaljujući njihovoj postojanosti. Među važnim umjetničkim oblicima pacifičkog područja su drvene i kamene rezbarije, slikarije na kori drveta, maske duhova i složeno tetoviranje tijela.
- Kipovi na Uskršnjem otoku

Između 400. i 1680. ljudi na Uskršnjem otoku oblikovali su od vulkanskih stijena goleme glave visoke do 12 m. One slave uspomenu na božanske pretke plemenskih poglavica.